# The Chemical Wedding
The Chemical Wedding – piąty solowy album Bruce’a Dickinsona, wydany w 1998.
Słowa utworu Jerusalem pochodzą z wiersza Williama Blake'a pod tytułem "And Did Those Feet in Ancient Time" znanego bardziej jako "Jerusalem" i będącego jedną z najbardziej znanych angielskich piosenek patriotycznych.
Album sprzedał się (wg danych z kwietnia 2002) w nakładzie 39 698 egzemplarzy na terenie Stanów Zjednoczonych.

## Lista utworów
1. "King in Crimson"
2. "Chemical Wedding"
3. "The Tower"
4. "Killing Floor"
5. "Book of Thel"
6. "Gates of Urizen"
7. "Jerusalem"
8. "Trumpets of Jericho"
9. "Machine Men"
10. "The Alchemist"

## Twórcy
- Bruce Dickinson – wokal, projekt
- Adrian Smith – gitara, keyboard
- William Blake – obrazy
- Joe Floyd – inżynier
- Stan Katayama – inżynier, miksowanie
- Roy Z – gitara, projekt, inżynier, miksowanie
- Hugh Gilmour – dyrektor artystyczny
- William Hames – fotograf